# Elizabeth Elstob

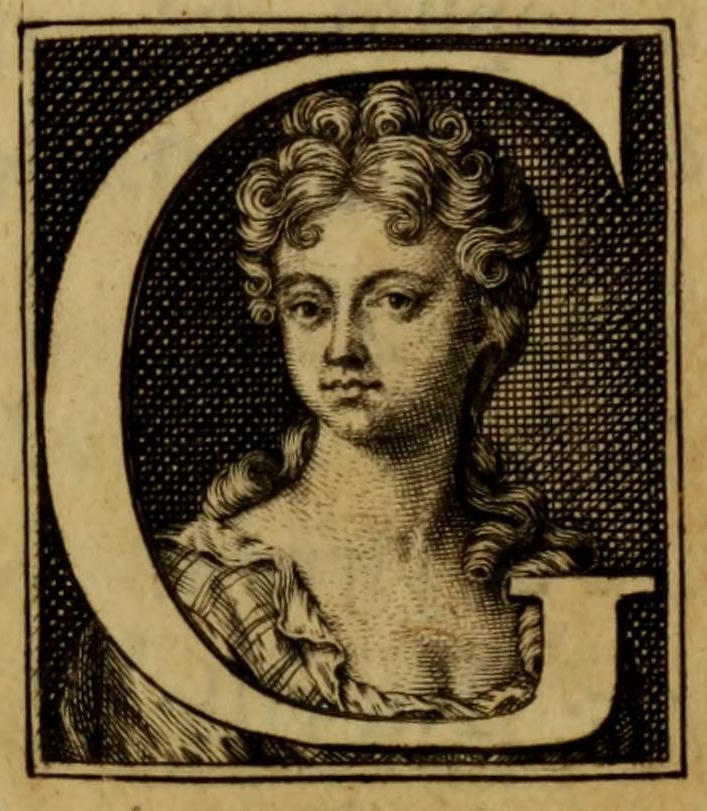
Porträt von Elizabeth Elstob aus dem Buch An English-Saxon homily on the birth-day of St. Gregory (1709)

Elizabeth Elstob (* 29. September 1683 in Newcastle upon Tyne; † 30. Mai 1756 in Bulstrode Park, Buckinghamshire) war eine frühe Gelehrte der altenglischen Sprache. Sie gilt als eine der ersten englischen „Protofeministinnen“.

## Biographie
Elizabeth Elstob wurde in Quayside, einer Region in Newcastle upon Tyne, geboren, wo sie auch aufwuchs. Sie war das jüngste von acht Kindern. Als sie fünf Jahre alt war, starb ihr Vater Ralph Elstob (1647–1688), ein angesehener Kaufmann, ihre Mutter Jane, die eine große Bücherfreundin war und ihre Kinder zum Lernen ermutigt hatte, folgte ihm 1691. Daraufhin nahm ihr Onkel Charles Elstob, ein jüngerer Bruder des Vaters und Präbendar in Canterbury, sie und ihren älteren Bruder William zu sich Dieser verachtete die sprachliche Ausbildung von Frauen, weil er glaubte, „dass eine Zunge für eine Frau ausreicht“. Er unterband ihre Lateinstunden, wohingegen sie weiterhin Französisch lernen durfte. Dabei erhielt sie wohl Unterstützung von ihrer Tante Matilda (der Ehefrau von Charles), die selbst fließend Französisch sprach. Elizabeth Elstob lebte mit Onkel und Tante zunächst in Canterbury und ab 1697 im Dorf Tillington in Sussex.
Elizabeths Bruder William Elstob (1673–1715) wurde an das Eton College und die Cambridge geschickt und trat in den Dienst der Kirche ein. Wie seine Schwester war er ein Gelehrter und gab 1703 die Briefe von Roger Ascham heraus. Elizabeth lebte mit ihm ab 1696 in Oxford und ab 1702 in London, wo William zum Rektor der Pfarrei St Swithin London Stone with St Mary Bothaw ernannt worden war.
Ohne die Einschränkungen durch ihren Onkel Charles und mit der Unterstützung ihres Bruders William vervollständigte Elstob in dieser Zeit ihre Bildung; so verbesserte sie ihre Lateinkenntnisse und lernte Griechisch. William Elstob machte seine Schwester schon in deren jungen Jahren mit einem kleinen, engagierten Kreis von Gelehrten um George Hickes bekannt, die sich mit angelsächsischer Geschichte und Kultur beschäftigten, sogenannte „Saxonists“. Ab 1702 gehörte Elizabeth Elstob auch zu einem Kreis weiblicher Intellektueller um die Schriftstellerin und Feministin Mary Astell, die wie sie aus Newcastle upon Tyne stammte. Obwohl sich Elstob in ihren Publikationen auch auf die Frauenfrage bezog, lag ihr bevorzugtes Interesse jedoch auf den angelsächsischen Studien. Astell unterstützte Elstob  dabei, Subskribenten für deren Rudiments of Grammar for the English-Saxon Tongue (1715), die erste englischsprachige Grammatik des Altenglischen. Von zeitgenössischen Gelehrten erhielt sie Beinamen wie Saxon nymph oder Saxon lady.
1708 übersetzte Elizabeth Elstob den Discours de la gloire von Madeleine de Scudéry ins Englische – vermutlich zu Übungszwecken – und publizierte 1709 eine kommentierte Übersetzung von An English-Saxon homily on the birth-day of St. Gregory von Ælfric aus dem 10. Jahrhundert. Beide Werke sind der britischen Königin Anne gewidmet und heben in ihren Vorworten die Bedeutung von Bildung für Frauen hervor, aber auch die „Reinheit“ der angelsächsischen Kirche. Elstob spannte zudem einen religiösen Bogen von der Jungfrau Maria über die Heilige Helena (die der Legende nach einen britannischen Vater hatte) und die heilige Bertha bis hin zu Königin Anne. Zu Anfang des Buches stellt die Autorin die Frage „What has a Woman to do with Learning?“ und bezieht sich auf andere gelehrte Frauen, darunter die niederländische Universalgelehrte Anna Maria von Schürmann.
In den folgenden Jahren waren die Geschwister Elstob mit verschiedenen schriftstellerischen Projekten beschäftigt. So assistierte Elizabeth Elstob zwischen 1709 und 1712 ihrem Bruder bei der Erstellung einer Ausgabe von angelsächsischen Gesetzen wie auch bei der Publikation des Old English Orosius, einem Geschichtswerk von Orosius. Elizabeth Elstob wandte sich zur Finanzierung dieser Vorhaben an Königin Anne, die ihr 1714 Unterstützung zusagte. Doch bevor es dazu kam, starb die Königin im Jahre 1714.
Im Jahr darauf starb William Elstob und ließ seine Schwester Elizabeth ohne Obdach, aber mit hohen Schulden zurück, die zur Finanzierung der gemeinsamen  Publikationen gemacht worden waren. Nachdem sie zuvor die Stewart-Königin Anne publizistisch unterstützt hatte, war nun das Haus Hannover an der Macht, und die Türen für weitere Unterstützung waren für Elizabeth Elstob in der Folge oftmals verschlossen. Im selben Jahr starb zudem mit George Hickes ihr Mentor und einer ihrer entschiedensten Befürworter. 1718 gründete sie eine Schule für Mädchen aus armen Familien in Chelsea, die großen Zulauf bekam, so dass sie „kaum Zeit zum Essen“ hatte. Da sie aber nur ein Schulgeld von vier Groat pro Woche erhob, ging die Schule nach sechs Monaten bankrott.
1718 floh Elizabeth Elstob vor ihren Gläubigern aus London und musste ihre Bücher sowie ein Teilmanuskript der Catholic Homilies von Ælfric zurücklassen, an dem sie zehn Jahre lang gearbeitet hatte. Diese Papiere hatte sie einer Freundin zu treuen Händen übergeben. Diese siedelte in die Karibik über, weshalb der Kontakt zwischen den beiden Frauen abbrach und Elstob ohne Kenntnis über den Verbleib der Papiere blieb. Offensichtlich erwarb ihr Onkel Charles Elstob die Dokumente ohne ihr Wissen (man hatte sich zerstritten), die nach seinem Tod zum Teil in den Besitz des Antiquars Joseph Ames kamen und 1760 auf einer Auktion verkauft wurden. Auf Umwegen gelangten die Dokumente schließlich in die British Library. Das Manuskript mit der Ausgabe von angelsächsischen Gesetzen befand sich nicht darunter; William Elstob hatte das Manuskript, bestehend aus drei Bänden, einem Gelehrtenkollegen zum Studium zur Verfügung gestellt. Offenbar gingen sie anschließend in die Hände von William Nicolson, Bischof von Carlisle und Mäzen von Elstob, über. Zwei der Bände gelangten auf Umwegen zu Sotheby’s, wo sie 1896 verkauft wurden; 30 Jahre später wurde einer der Bände bei einer erneuten Auktion von der Bodleian Library angekauft. Der Verbleib des zweiten Bandes ist unbekannt. Der dritte Band schließlich wurde 1999 von Professor Toshiyuki Takamiya erworben und in dessen Sammlung an der Yale University eingebracht.
Anschließend lebte sie viele Jahre in Evesham unter dem Namen Francis Smith. Sie leitete eine kleine Schule für Frauen und war finanziell von Freunden abhängig. Bis 1735 war ihr Aufenthaltsort in der Gelehrtengemeinschaft offenbar unbekannt, bis die Schulleiterin Sarah Chapone in einem Rundbrief frühere Freunde um Hilfe für Elizabeth Elstob bat. Ab dieser Zeit führte Elstob eine jahrelange Korrespondenz mit dem Biographen George Ballard, für dessen Buch Memoirs of several ladies of Great Britain sie eine kurze biographische Notiz über sich verfasste.
Im Herbst 1738 wurde Elizabeth Elstob von Freunden Margaret Cavendish Bentinck, Duchess of Portland, vorgestellt. Die Herzogin verpflichtete Elstob als Gouvernante ihrer Kinder. Diesen Posten, der ihr ein Zuhause und finanzielle Sicherheit bot, hatte sie – häufig von Perioden der Krankheit unterbrochen – bis zu ihrem Tod am 30. Mai 1756 inne. Sie wurde auf dem Kirchhof der St Margaret’s Church in Westminster bestattet.

## Werke
- An Essay Upon Glory. Written Originally in French by the celebrated Mademoiselle de Scudery’s. Done into English by a Person of the Same Sex. J. Morphew, London 1708.
- An English-Saxon Homily on the Birth-Day of St. Gregory. Anciently used in the English-Saxon Church. Giving an account of the Conversion of the English from Paganism to Christianity. W. Bowyer, London 1709 (Textarchiv – Internet Archive).
- Some Testimonies of Learned Men in Favour of the Intended Edition of the Saxon Homilies ... W. Bowyer, London 1713.
- The English Saxon Homilies of Ælfric. Arch-Bishop of Canterbury ... Now first printed and translated. At the Theatre, Oxford 1715.
- The Rudiments of Grammar for the English-Saxon Tongue, First given in English: With an apology for the Study of Northern Antiquities. Being Very Useful towards the Understanding of Our ancient English poets, and Other Writers. London 1715 (Textarchiv – Internet Archive).